# Yad HaȘmona
Yad HaȘmona (în ebraică: יד השמונה) este o așezare cooperatistă în centrul Israelului, așezată în Munții Iudeei, în coridorul Ierusalimului, sub jurisdicția consiliului regional Maté Yehuda.
Ea se află la 7 km vest de Ierusalim, în apropierea așezărilor evreiești Neve Ilan și Kiryat Yearim și a satului arab Abu Ghosh. Populația localității în 2012 este de 130 locuitori.

## Istorie
Yad HaShmona a fost întemeiată în anul 1974 de un grup de șapte voluntari finlandezi creștini protestanți în frunte cu Seppo Raulo, care din 1968 veniseră să lucreze în kibuțuri din Israel,și care aspirau să trăiască între evreii întorși în Sion și să contribuie la clădirea Israelului. Așezarea a fost numita în ebraică Yad HaShmona, adică Memorialul celor Opt, în memoria celor opt refugiați evrei austrieci care, în perioada Holocaustului au fost predați de guvernul Finlandei în mâinile Gestapo ului, și din care șapte au pierit în lagărul de la Auschwitz.
Grupului fondator i s-a alocat in anul 1971 o colină aflată între actualele studiouri de televiziune Neve Ilan și așezarea Neve Ilan. Locuitorii au ales la început viața de comună de tip kibuț.
Din anii 1980 au procedat la o privatizare asemenea multor kibuțuri, dar continuă să ducă o viață destul de austeră. 
În condițiile în care autoritățile israeliene nu au mai aprobat imigrarea unor noi grupuri de finlandezi, așezarea a cooptat, începând din anul 1978, familii de evrei mesianici din Israel, credincioși în Hristos. Astăzi acestea reprezintă două treimi din familiile din așezare. S-au inregistrat și numeroase căsnicii mixte.

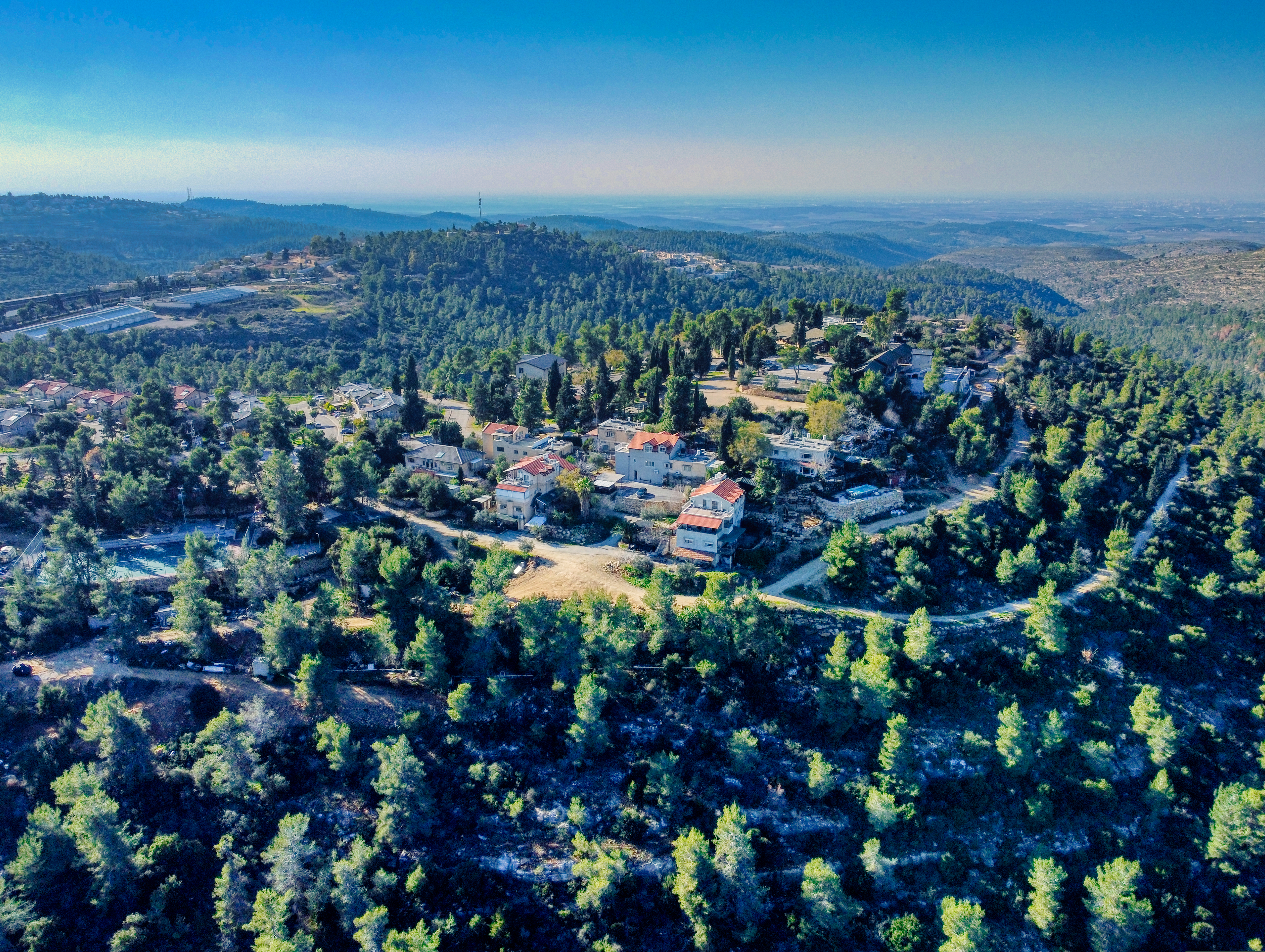
Yad HaȘmona

## Economie
Comunitatea administrează o casă de oaspeți pentru turiști, cu un centru de conferinte și sală de recepții.
În anul 2000 s-a inaugurat în preajma ei un sat biblic cu asistența societății elvețiene Beth Shalom și a Administrației Antichităților din Israel și cu participarea lui Yeshu (Yehoshua) Drey,arheolog specialist in tehnologii antice. 
O grădină biblică pe coasta dealului reproduce agricultura locală de munte din antichitate.
În afara turismului, economia așezării se bazează pe ateliere, mai ales de tâmplărie, în spiritul tradiției finlandeze.

## Legături externe

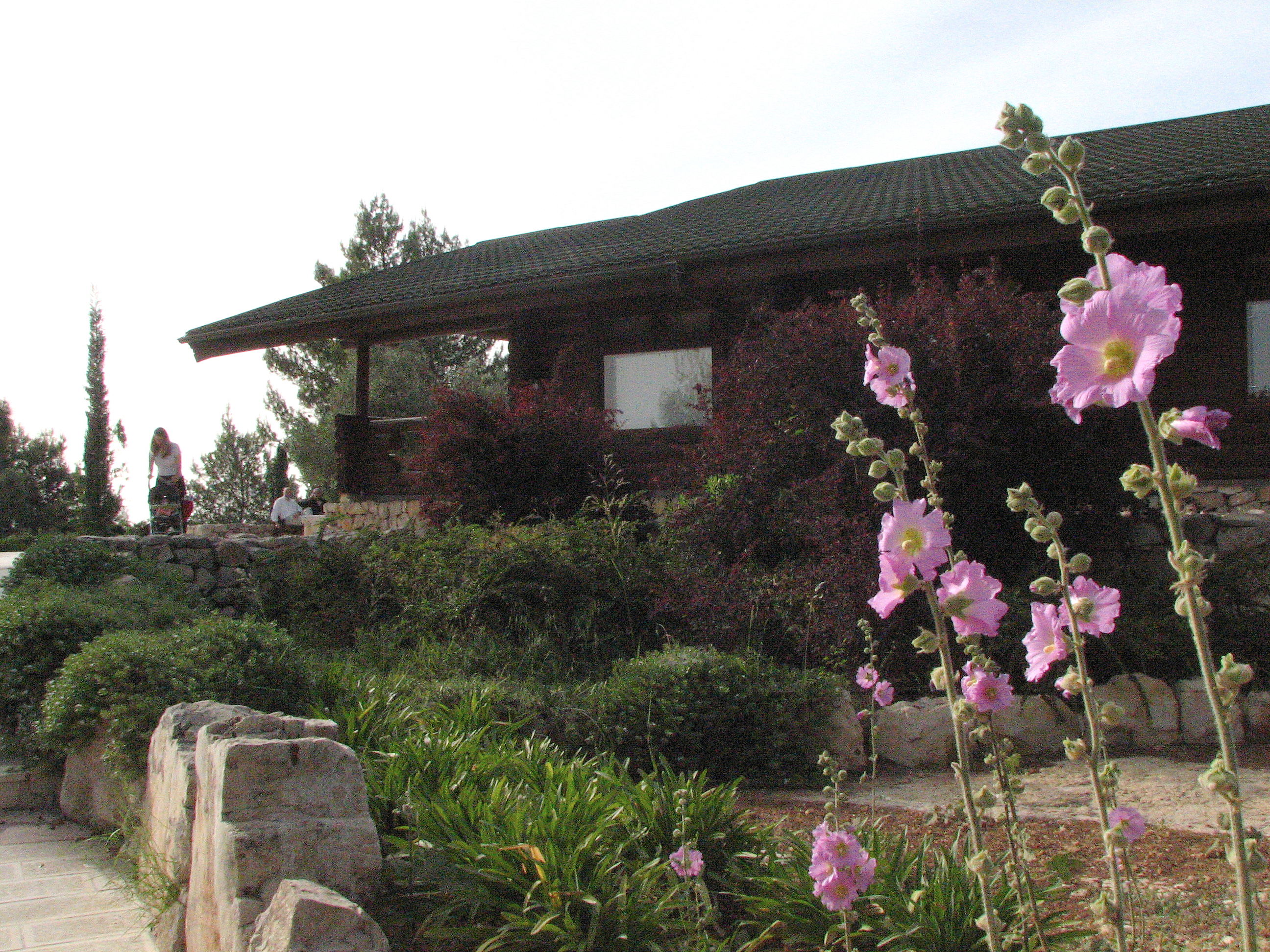
Casă de lemn la Yad HaShmona

- Gershon Nerel imagini din Yad HaShmona Arhivat în 7 august 2014, la Wayback Machine.(în engleză)

(noiembrie 2006)
- reportaj in ziarul Haaretz despre o familie din Yad Hashmona